# Zhu Jueman
Zhu Jueman (née le 14 mai 1993) est une archère chinoise. Elle est médaillée de bronze aux championnats du monde de tir à l'arc.

## Biographie
Zhu Jueman fait ses premières compétitions internationales en 2012. En 2015 elle remporte le bronze des épreuves de tir à l'arc par équipe mixte lors des championnats du monde.

## Palmarès
- Championnats du monde[1]
  -  Médaille de bronze à l'épreuve par équipe mixte aux championnats du monde 2015 à Copenhague (avec Gu Xuesong).

- Coupe du monde[1]
  -  Médaille d'argent à l'épreuve par équipe femme à la coupe du monde 2014 de Medellín.
  -  Médaille de bronze à l'épreuve par équipe femme à la coupe du monde 2014 de Wrocław.